# GTK Gliwice
El Gliwickie Towarzystwo Koszykówki, más conocido como GTK Gliwice, es un equipo de baloncesto polaco que compite en la PLK, la primera división del país. Tiene su sede en la ciudad de Gliwice. Disputa sus partidos en el Arena Gliwice, con capacidad para 17.178 espectadores.

## Historia
La Gliwickie Towarzystwo Koszykówki, en castellano Asociación de Baloncesto de Gliwice, fue fundada el 19 de marzo de 1998 por la iniciativa de Janusz Kołcz. la creación del club fue en respuesta a la falta de equipos de baloncesto para niños jóvenes en la ciudad de Gliwice. La primera categoría en ponerse en marcha fue la junior, en septiembre de ese año. Hubo un punto de inflexión en la temporada 2009-10, cuando el equipo mayor logró el ascenso de categoría, alcanzando el tercer nivel del baloncesto en Polonia. En 2014 ascendieron a la segunda división, y finalmente en la temporada 2016-17, tras acabar en la tercera posición y perder la final ante el Legia Varsovia que daba derecho al ascenso, recibieron la invitación para participar en la máxima categoría, la PLK.

## Trayectoria
| Temporada | Nivel | Liga    | Pos | Copa de Polonia |
| --------- | ----- | ------- | --- | --------------- |
| 2012–13   | 3     | II Liga | 4º  |                 |
| 2013–14   | 3     | II Liga | 2º  |                 |
| 2014–15   | 2     | I Liga  | 10º |                 |
| 2015–16   | 2     | I Liga  | 15º |                 |
| 2016–17   | 2     | I Liga  | 2º  |                 |
| 2017–18   | 1     | PLK     | 14º |                 |

1. ↑  Recibieron una wild card para jugar en la PLK